# Naamsvermelding

Creative Commons-licentiesymbool voor naamsvermelding

Naamsvermelding is een onderdeel van de persoonlijkheidsrechten. Het betreft het recht van de maker van een auteursrechtelijk beschermd werk te worden erkend als de betreffende maker. Indien redelijkerwijs mogelijk is het verplicht om de naam van de maker van een auteursrechtelijk beschermd werk te vermelden, bijvoorbeeld in een krant de schrijver van het artikel of de maker van een foto. Bij film en televisie wordt hier de aftiteling voor gebruikt.

## Beschrĳving
Naamsvermelding wordt ook wel credits, dankwoord, met dank aan of attributie genoemd. In het Frans wordt het droit de paternité genoemd. Het recht op naamsvermelding verloopt (in Nederland) tegelijkertijd met het andere rechten die voortvloeien uit het auteursrecht. Het werk valt dan in het publieke domein. Naamsvermelding is niet verplicht bij publiek domein, maar kan toch nuttig gebruikt worden om de oorsprong aan te geven.

## Moreel recht
De maker of auteur geniet ook een moreel recht, waaronder in het bijzonder het recht op eerbiediging van zijn naam en zijn hoedanigheid. Indien de auteur zich wenst te verschuilen onder een pseudoniem, zal ook die wens tot anonimiteit gerespecteerd moeten worden, wetende dat de auteur deze altijd kan aankaarten zodra een derde zijn status als auteur van zijn werk aanmatigt.
Het concept van ghostwriter is geoorloofd, onder dien verstande dat de betreffende werkelijke schrijver van een tekst het publiek uiteindelijk wel kan laten weten dat hij of zij de echte auteur is, doch dat deze in beginsel, tenzij omstandigheden daartoe nopen, niet de naamsvermelding zal opeisen (uitoefenen).

## Naamsvermelding bij (copyleft-)licenties

### Creative Commons
Naamsvermelding is een essentieel onderdeel van de Creative Commons-licenties. Bij elke licentie blijft de verplichting tot naamsvermelding bestaan. De CC BY licentie (Engels: attribution) houdt bij Creative Commons in dat het kopiëren, distribueren, vertonen en uitvoeren van een werk, of afgeleide werken, is toegestaan op voorwaarde van het vermelden van de oorspronkelijke auteur. Naamsvermelding kan toegepast worden bij software, teksten en andere creatieve inhoud zoals videomateriaal of muziek.

### Andere copyleft-licenties
Naamsvermelding wordt ook vereist door andere copyright- en copyleftlicenties, zoals de GNU Free Documentation License (GFDL). Naamsvermelding wordt vaak gezien als het meest elementaire element van de eisen van een bepaalde licentie: het draagt bij tot het opbouwen van een reputatie voor de auteur. Dit betaalt gedeeltelijk hun werk terug en voorkomt dat anderen de eigendomsrechten op het werk kunnen claimen. Het wordt wereldwijd gezien als een teken van fatsoen en respect om de auteur te vermelden voor het werk.

## Naamsvermelding in Nederland
Naamsvermelding wordt in artikel 25 lid 1 (sub a) van de Nederlandse auteurswet aan de maker van een werk toegekend.  Ook wordt het in de Berner Conventie in artikel 6bis lid 1 toegekend. Het niet vermelden van de naam van de maker geeft grond voor een vordering tot schadevergoeding. Algemeen geldt dat het auteurschap, tenzij het tegendeel wordt bewezen, toekomt aan de persoon of personen onder wiens naam het werk wordt bekendgemaakt. In Nederland is dit beginsel vastgelegd in artikel 4 van de Auteurswet.